# Республіка Дагомея
Респу́бліка Дагомея (фр. République du Dahomey; вимовляється: [daɔmɛ]), просто відома як Дагомея (Fon Danhomè) була створена 11 грудня 1958 року як самоврядна колонія у Французькій Спільноті. До отримання автономії мала назву Французька Дагомея і була частиною Французького Союзу. 1 серпня 1960 колонія здобула повну незалежність від Франції.
У 1975 році країна була перейменована в Бенін через Бенінську затоку (яка, в свою чергу, названа на честь Бенінської імперії, що мала столицю в Бенін-Сіті, сучасна Нігерія), оскільки слово «Бенін», на відміну від «Дагомеї», вважалося політично нейтральним для всіх етнічних груп у державі.